# Прапор Куп'янська
Пра́пор Ку́п'янська затверджено 29 грудня 2000 року рішенням XIX сесії XXIII скликання Куп'янської міської ради.

## Опис прапора
Прапор являє собою прямокутне полотнище, що складається з трьох смуг малинового, жовтого та блакитного кольорів у співвідношенні ширин 2:1:1 відповідно. Посередині малинової стрічки розташований герб міста, висота якого дорівнює 1/4 висоти прапора. Співвідношення ширини до довжини — 2:3. Прапор міста двосторонній.